# Équipe cycliste Getränke Hoffmann
L'équipe cycliste Getränke Hoffmann est une formation professionnelle féminine basée aux Allemagne. Elle est créée en 2007 et disparaît l'année même.

## Classements UCI
Ce tableau présente les places de l'équipe au classement de l'Union cycliste internationale en fin de saison, ainsi que la meilleure cycliste au classement individuel de chaque saison.
| Classement UCI | Classement UCI         | Classement UCI                              | Classement UCI |
| Année          | Classement par équipes | Meilleure coureuse au classement individuel |                |
| -------------- | ---------------------- | ------------------------------------------- | -------------- |
| 2007           | 14e                    | Angela Hennig (29e)                         |                |
|                |                        |                                             |                |
| Source : UCI   |                        |                                             |                |

## Encadrement
Wolfgang Schreiner est le gérant de l'équipe et représentant de l'équipe auprès de l'UCI. Torsten Wittig est également gérant. Ils sont assistés de Carola Von Gliszczynski. 

## Partenaires
La chaîne de débits de boisson Getränke Hoffmann est le partenaire principal de l'équipe. Les vélos proviennent de la marque Nox.

## Getränke Hoffmann en 2007

### Effectif
| Effectif 2007             | Effectif 2007     | Effectif 2007 | Effectif 2007                                  |
| Cycliste                  | Date de naissance | Pays          | Équipe précédente                              |
| ------------------------- | ----------------- | ------------- | ---------------------------------------------- |
| Natalie Bates             | 29 mars 1980      | Australie     | AA Drink-Cycling Team (2006)                   |
| Christina Becker          | 12 décembre 1977  | Allemagne     | T-Mobile (2006)                                |
| Elke Gebhardt             | 22 juillet 1983   | Allemagne     | Red Bull-Frankfurt (2004)                      |
| Claudia Hecht             | 1 avril 1984      | Allemagne     | Equipe Nürnberger Versicherung (2006)          |
| Angela Hennig             | 15 janvier 1981   | Allemagne     | AA Drink-Cycling Team (2006)                   |
| Virginia Hennig           | 10 février 1987   | Allemagne     | RG Toyota Motor Company-Zugvogel Berlin (2006) |
| Birgit Hollmann           | 31 décembre 1973  | Allemagne     | RG Toyota Motor Company-Zugvogel Berlin (2006) |
| Jane Kientzsch            | 14 mars 1984      | Allemagne     | Red Bull-Frankfurt (2005)                      |
| Tina Liebig               | 28 avril 1980     | Allemagne     | Equipe Nürnberger Versicherung (2006)          |
| Sandra Missbach           | 19 mars 1978      | Allemagne     | AA Drink-Cycling Team (2006)                   |
| Stephanie Pohl            | 21 octobre 1987   | Allemagne     | RG Toyota Motor Company-Zugvogel Berlin (2006) |
| Theresa Senff             | 2 février 1982    | Allemagne     | AA Drink-Cycling Team (2006)                   |
| Sabine Spitz              | 27 décembre 1971  | Allemagne     |                                                |
|                           |                   |               |                                                |
| Source : Cycling Archives |                   |               |                                                |

### Victoires

#### Sur route
| Date       | Course                                 | Pays     | Classe | Vainqueur      |
| ---------- | -------------------------------------- | -------- | ------ | -------------- |
| 12 juillet | 1re étape de Krasna Lipa Tour Féminine | Tchéquie | 2.2    | Angela Brodtka |
| 13 juillet | 2e étape de Krasna Lipa Tour Féminine  | Tchéquie | 2.2    | Angela Brodtka |

#### En VTT
| Date         | Course                                         | Pays   | Classe | Vainqueur    |
| ------------ | ---------------------------------------------- | ------ | ------ | ------------ |
| 11 mars      | Yermasoyia                                     | Chypre | C1     | Sabine Spitz |
| 15 juillet   | Championnat d'Europe de Cross-Country          |        |        | Sabine Spitz |
| 29 septembre | Championnat d'Europe de Cross-Country Marathon |        |        | Sabine Spitz |

#### Sur piste
| Date    | Course                                          | Pays      | Classe | Vainqueur        |
| ------- | ----------------------------------------------- | --------- | ------ | ---------------- |
| 26 août | Championnat d'Allemagne de la course aux points | Allemagne | CN     | Christina Becker |

### Classement UCI
| Rang | Coureuse        | Points |
| ---- | --------------- | ------ |
| 29   | Angela Brodtka  | 176,83 |
| 88   | Stephanie Pohl  | 55,83  |
| 95   | Tina Liebig     | 48,5   |
| 244  | Natalie Bates   | 9,5    |
| 254  | Elke Gebhardt   | 8      |
| 278  | Birgit Hollmann | 7,33   |
| 417  | Sandra Missbach | 0,5    |